# Макадам, Дон
Дональд (Дон) Джозеф Макадам (англ. Donald Joseph MacAdam, 14 августа 1950, Интернашенал-Фолс, Канада) — канадский хоккейный тренер.

## Биография
В семидесятые годы Макадам выступал на позиции защитника за команду Университета Нью-Брансуика и за американские коллективы. После завершения карьеры вернулся в родной вуз, где он занялся тренерской работой. С 1986 по 1989 год являлся ассистентом Жака Дэмера в клубе НХЛ «Детройт Ред Уингз». Затем специалист в течение нескольких сезонов возглавлял ряд команд АХЛ. Работал не только на тренерских, но и на административных и руководящих должностях. С 2014 года специалист трудится в Европе. В 2019 году стал курировать работу юниорских и молодежных команд в венгерском «Ференцвароше». Позднее перешел в Федерацию хоккея Венгрии, а в 2023 году возглавил национальную команду этой страны, которую Макадам вернул в элитный дивизион Чемпионата мира по хоккею с шайбой.

## Достижения
- Победитель Первого дивизиона чемпионата мира по хоккею с шайбой в группе «А» (1): 2024.